# Bleikeller

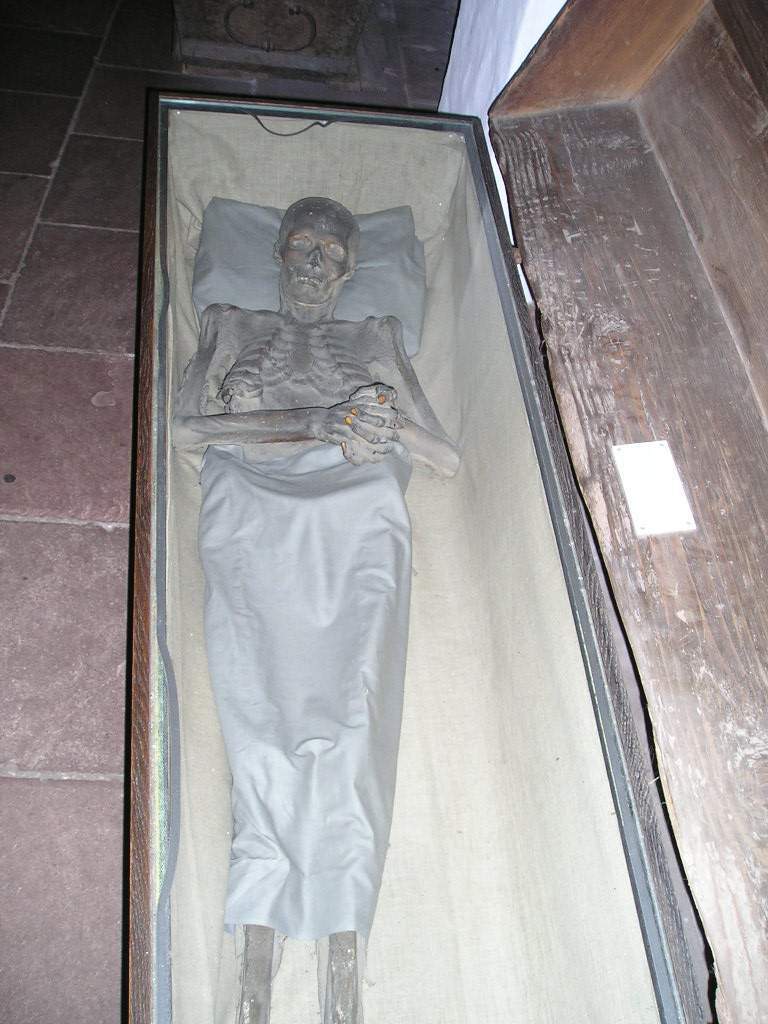
Mumie im Bremer Bleikeller

Bleikeller ist der umgangssprachliche Name der Ostkrypta des St.-Petri-Doms in Bremen. Bekannt ist er vor allem dadurch, dass hier acht Mumien aus dem 17. und 18. Jahrhundert gefunden wurden.

## Geschichte
Die Mumien des Bleikellers wurden um 1698 zufällig von den Gesellen des Orgelbauers Arp Schnitger entdeckt, denen man die Ostkrypta als Arbeitsraum zugewiesen hatte. Die Entdeckung der Mumien war in der damaligen Zeit eine Sensation, interessierte man sich doch zunehmend für die Naturwissenschaften.
Anfang 1709 musste der Domzimmermann seinen Schlüssel abgeben, da er wegen der zahlreichen Besucher kaum noch zum Arbeiten kam. Den Schlüssel erhielten von da ab die Domküster, welche sich bis ins 20. Jahrhundert hinein durch die Besucher des Bleikellers eine Zulage verdienen konnten.
Als man die Ostkrypta 1822 als Lagerraum vermietete, um den vierten Domprediger mit der Einnahme zu bezahlen, zogen die Mumien in eine gotische Kapelle um, die zur damaligen Zeit als Kohlenkeller genutzt wurde. Nach der Domrestaurierung in den 1970er Jahren benötigte man diese Räume für das Dom-Museum. Seit 1984 können die Mumien in einem Nebengebäude des Doms besichtigt werden.
Der Bremer Bleikeller ist gegenwärtig von April bis Oktober für Besucher geöffnet.

## Mumifizierung
Das Phänomen der Mumifikation ist inzwischen geklärt. Die Körper sind auf natürliche Weise ausgetrocknet, wobei der Austrocknungsvorgang den ansatzweise vorhandenen Verwesungsvorgang überholt. Dieser Vorgang ist von meist älteren und einsamen Verstorbenen bekannt, die man drei bis vier Monate nach ihrem unbeachteten Tod unverwest in ihrer Wohnung auffindet. Bei einigen Mumien des Bleikellers trug auch der Winter mit der Abwesenheit von Aasfliegen zur Mumifikation bei.
In Bremen ging man zunächst lange davon aus, dass das Blei, das für die Reparatur des Domdaches nach Stürmen in dem Kellerraum lagerte, mit der Mumifikation der dort aufbewahrten Leichen zu tun habe. Auch von Radioaktivität des Bleis oder einer radioaktiven Quelle unter dem Dom war zeitweilig die Rede. Durch Messungen im Bleikeller ist aber inzwischen bewiesen, dass der Name ihres Fundortes keine Rückschlüsse auf die Gründe der Mumifizierung zulässt.

## Der Dachdecker
Eine der Mumien wurde lange Zeit als Dachdecker angesehen, der vom Domdach gestürzt, in der Ostkrypta zwischengelagert und dort vergessen worden war, bis man ihn schließlich mumifiziert wiederentdeckte. Wilhelm Tacke, dem Autor des Buches „Bleikeller am Dom zu Bremen“, erschien im Verlauf seiner Recherchen die Geschichte nicht stimmig, da der vermeintliche Dachdecker keine sichtbaren Verletzungen am Knochengewebe aufwies. Daraufhin wurden diese und andere Mumien im St.Joseph-Stift geröntgt, mit dem Ergebnis, dass der „Dachdecker“ eine Kugel im Rücken hatte. Mithin handelt es sich vermutlich um einen Offizier, der im Dreißigjährigen Krieg oder in einem der in Bremen folgenden Schwedenkriege angeschossen wurde.

## Herr von Engelbrechten
Unter den Mumien befindet sich auch der letzte schwedische Verwalter des Doms, Georg Bernhard von Engelbrechten. Er wurde auf eigenen Wunsch in einem steinernen Prunksarkophag im Erskinschen Gewölbe im Dom beigesetzt. Um die Beerdigung seiner Frau im Dom kümmerten sich die Töchter. Als das Erskinsche Gewölbe Anfang des 19. Jahrhunderts zugeschüttet wurde, verlegte der Bauherr Gerhard Meyer beide Särge in Bleikeller Nr. 2. Er entnahm dem steinernen Sarkophag jedoch die Mumie des Herrn von Engelbrechten, legte sie in einen offenen Holzsarg und tarnte sie als „englischen Offizier“. Seine Frau tarnte er als „schwedische Gräfin“; da an den Sarggriffen Kronen zu sehen waren, schöpfte niemand Verdacht. Diese Umbettung wurde erst in den 1960er-Jahren publik, als der steinerne Sarkophag an der Vorderfront zerbrach und im leeren Sarkophag eine Nachricht gefunden wurde, in welcher Meyer seinen „Diebstahl“ beichtete. Die Tarnung der Mumien war notwendig geworden, da von der napoleonischen Regierung in Bremen um 1811 das Bestatten in Innenstadtkirchen verboten wurde.

## Weitere Mumien
Unter den Mumien befinden sich zwei weitere Soldaten, der Oberst Gregor von Winsen, sowie ein namentlich unbekannter Kornett. Auch bei dem angeblichen „Studenten“ könnte es sich um einen Söldner handeln, dessen Heimatort man entweder nicht kannte oder den man wegen des Krieges nicht problemlos dorthin transportieren konnte.
Bei der „englischen Lady“ konnte der in Reisebeschreibungen erwähnte Name „Lady Stanhope“ nicht verifiziert werden. Dem hochadeligen Geschlecht der Stanhopes kam um jene Zeit kein Mitglied abhanden.
Zuletzt wurde der ca. 80-jährige Tagelöhner Konrad Ehlers im Bleikeller beigesetzt. Man ließ ihn in den letzten Jahren bei freier Kost und Logis im Domkloster wohnen unter der Bedingung, „er solle nach seinem Tode in dem Bleikeller beigesetzt werden“. Als sein Tod eintrat, wurde er in den Bleikeller gebracht, wo er mumifiziert wurde.
Da wegen der napoleonischen Bestattungsregeln weitere Mumifikationsexperimente mit Menschen nicht mehr in Frage kamen, unternahm man stattdessen solche mit Tieren. Ein Äffchen und eine Katze wurden im Bleikeller Nr. 3 ausgestellt. Heute liegen sie im Archiv des Überseemuseums. 

## Geschenk für Goethe
Da die Mumien erst seit 1968 unter Glas liegen, fehlen ihnen Haare und ein paar Finger, welche als Souvenirs mitgenommen wurden. Ein Finger einer Bleikellermumie sowie eine Kinderhand befinden sich heute noch im Goethehaus in Weimar. Der Bremer Arzt Dr. Nicolaus Meyer, ein Freund von Goethe, übersandte sie dem Dichterfürsten, um ihn so nach Bremen zu locken. Goethe nahm das Angebot jedoch nicht an und schenkte die Artefakte seinem Sohn August. Die Kinderhand stammt vermutlich von adeligen Kindern, die man, nachdem sie den Pocken erlegen waren, zunächst im Bleikeller beisetzte, nach 1823 jedoch in heimischen Kirchhöfen begrub.

## Sigmund Freud
Der Begründer der Psychoanalyse bekannte leicht befremdet nach einem Besuch im Bleikeller im Jahr 1909: „Das ganze bleibt aber doch ein Plaidoyer für die gründliche Vernichtung des überflüssig gewordenen Menschen durch das Feuer“.